# Ortogonal symmetrisk Liealgebra
Inom matematiken är en ortogonal symmetrisk Liealgebra ett par {\displaystyle ({\mathfrak {g}},s)} bestående av en reell Liealgebra {\displaystyle {\mathfrak {g}}} och en automorfi {\displaystyle s} av {\displaystyle {\mathfrak {g}}} av ordning {\displaystyle 2} så att egenrummet {\displaystyle {\mathfrak {u}}} av s korresponderande till 1 (d.v.s. rummet {\displaystyle {\mathfrak {u}}} av fixpunkter) är en kompakt delalgebra. Om kompaktheten utelämnas kallas den en symmetrisk Liealgebra.